# Corynoptera tristicula
Corynoptera tristicula är en tvåvingeart som först beskrevs av Johannes Winnertz 1867.  Corynoptera tristicula ingår i släktet Corynoptera och familjen sorgmyggor.
Artens utbredningsområde är Tyskland. Inga underarter finns listade i Catalogue of Life.